# Mostra de Venise 1952
La Mostra de Venise 1952 — ou la 13e édition de la Mostra de Venise ou encore la 13e édition du Festival international du film de Venise (en italien : 13ª edizione della Mostra internazionale d'arte cinematografica) — est un festival de cinéma international qui s'est tenu à Venise en Italie du 20 août au 12 septembre 1952.

## Jury
- Mario Gromo (président, Italie), Filippo Sacchi (Italie), Antonio Falqui (Italie), Pericle Fazzini (Italie), Enzo Masetti (Italie), Sandro De Feo (Italie), Luigi Rognoni (Italie), Carlo Tabucco (Italie), Giuseppe Ungaretti (Italie).

## Palmarès
- Lion d'or pour le meilleur film : Jeux interdits de René Clément
- Coupe Volpi de la meilleure interprétation masculine : Fredric March pour Mort d'un commis voyageur (Death of a Salesman) de László Benedek
- Coupe Volpi de la meilleure interprétation féminine : Ingrid Bergman pour Europe 51